# Aplysilla lacunosa
Aplysilla lacunosa är en svampdjursart som beskrevs av Keller 1889. Aplysilla lacunosa ingår i släktet Aplysilla och familjen Darwinellidae. Inga underarter finns listade i Catalogue of Life.